# Tea Ista

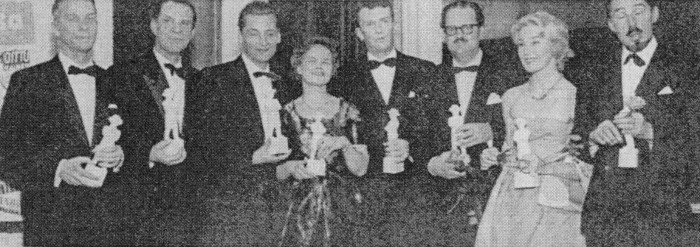
Premio Jussi de 1959. De izq. a der.: Mauno Mäkelä, Holger Salin, Jussi Jurkka, la Sra. Lindeman, Matti Kassila, Kalle Peronkoski, Tea Ista y Jack Witikka

Tea Ista (12 de diciembre de 1932 – 20 de febrero de 2014) fue una actriz teatral, cinematográfica y televisiva finlandesa.

## Biografía
Su nombre completo era Dorothea Ida Eveliina Ista, y nació en Evijärvi, Finlandia. Graduada en la Academia de Teatro de la Universidad de las Artes de Helsinki en 1956, en el otoño de ese mismo año ingresó en el Teatro Nacional de Finlandia, donde llevó a cabo una larga carrera, y donde ya había actuado como estudiante en 1954 en la obra de Aleksis Kivi Seitsemän veljestä. Se retiró de dicho teatro en el año 2000, aunque siguió con su actividad teatral en otros centros como el Helsingin Kaupunginteatteri, así como actuando para el cine y la televisión. 
A lo largo de su trayectoria artística recibió un Premio Jussi en 1959 por Mies tältä tähdeltä, otro Jussi en 1973 por Haluan rakastaa Peter, un Premio Ida Aalberg en 1993, la Medalla Pro Finlandia en 1997, y el Premio estatal de artes escénicas (Näyttämötaiteen valtionpalkinto) en 2012.
Tea Ista falleció en un hospital de Espoo, Finlandia, en el año 2014, a los 81 años de edad. Había estado casada con el director teatral y cinematográfico Jack Witikka desde 1961, teniendo la pareja una hija, Minna Maria, nacida en 1963.

## Filmografía (selección)
- 1952 : Kulkurin tyttö
- 1955 : Poika eli kesäänsä
- 1958 : Mies tältä tähdeltä
- 1960 : Iloinen Linnanmäki
- 1961 : Pikku Pietarin piha
- 1963 : Sissit
- 1965 : Täällä alkaa seikkailu
- 1966 : Uhatut
- 1970 : Vaimo kulttuurikodissa (TV)
- 1972 : Haluan rakastaa Peter
- 1973 : Hedda Gabler (TV)
- 1975 : Veturi (TV)
- 1978 : Syksyllä kaikki on toisin
- 1980 : Marraskuun kuvia (TV)
- 1981 : Iris Klewe (serie TV)
- 1997 : Viisi tytärtäni
- 1997-1998 : Nitrokabinetti (serie TV)
- 2001 : Kivi ja Kilpi (serie TV)
- 2002 : Kymmenen riivinrautaa
- 2002-2003 : Sänky (serie TV
- 2007 : Suden vuosi
- 2014 : Hyväntekijä(TV)